# Бір-ель-Джір
Бір-ель-Джір (араб. بئر الجير) — місто на північному заході Алжиру, належить до вілаєту Оран. Є адміністративним центром округу Біль-ель-Джір. Населення: 171,883 осіб станом на 2009-й рік.